# يو إف سي 242
يو إف سي 242: حبيب ضد بورييه (بالإنجليزية: UFC 242: Khabib vs. Poirier)‏ كان حدثًا لفنون القتال المختلطة نظمته يو إف سي، وأُقيم في 9 سبتمبر 2019 في ذا أرينا جزيرة ياس، أبو ظبي، الإمارات العربية المتحدة.

## الجوائز الإضافية
حصل المقاتلون التالية أسماؤهم على مكافآت قدرها 50 ألف دولار.
- قتال الليلة: لم تُمنح أي مكافأة.
- أداء الليلة: حبيب نورمحمدوف، عثمان أبو زعيتر، بلال محمد ومسلم ساليخوف

## نسبة المشاهدة
اعتبارًا من 4 سبتمبر 2019، تلقى المحتوى الترويجي عبر الإنترنت المتعلق بيو إف سي 242، الذي تم تحميله على منصات البث عبر الإنترنت بما في ذلك يوتيوب وفيسبوك وإنستغرام قبل القتال، ما مجموعه أكثر من 112 مليون مشاهدة.
في روسيا، حيث أذاعته القناة التلفزيونية المجانية القناة الأولى الروسية، اجتذب القتال ما يقرب من 26 مليون مشاهد، أي ما يعادل 24% من السكان البالغين في روسيا.